# Église évangélique Filadelfia
L’Église évangélique Filadelfia (Iglesia evangelica Filadelfia en Espagnol)  est une association chrétienne évangélique d'églises pentecôtistes en Espagne. 

## Histoire
L'association a été fondée dans les années 1950 par El hermano Emiliano, un pasteur rom espagnol formé en France auprès du pasteur pentecôtiste Clément Le Cossec  ,,.